# Філідор іржастокрилий
Філідо́р іржастокрилий (Dendroma erythroptera) — вид горобцеподібних птахів родини горнерових (Furnariidae). Мешкає в Південній Америці.

## Підвиди
Виділяють два підвиди:
- D. e. erythroptera (Sclater, PL, 1856) — південь Венесуели (від Амасонаса і Болівара), південний схід Колумбії, схід Еквадору і Перу, північний схід Болівії і захід Бразильської Амазонії (на південь від Амазонки, на схід до Мадейри);
- D. e. diluvialis (Griscom & Greenway, 1937) — схід центральної Бразилії (центр Пари і захід Мараньяну).

## Поширення і екологія
Іржастокрилі філідори мешкають в Колумбії, Еквадорі, Перу, Болівії, Бразилії і Венесуелі. Вони живуть у вологих рівнинних і заболочених тропічних лісах, на висоті до 900 м над рівнем моря, місцями на висоті до 1200 м над рівнем моря.